# Brachyta balcanica
Brachyta balcanica es una especie de escarabajo longicornio del género Brachyta, tribu Rhagiini, subfamilia Lepturinae. Fue descrita científicamente por Hampe en 1871.
Se distribuye por Albania, Bulgaria, Croacia, Grecia, Rumania, Serbia y Turquía. Mide aproximadamente 14-20 milímetros de longitud. El período de vuelo de esta especie ocurre entre abril y julio.